# Train de banlieue de Wellington
Le Train de banlieue de Wellington est le réseau de trains de banlieue de la ville de Wellington, capitale de la Nouvelle-Zélande. Il compte actuellement cinq lignes, qui ont toutes pour terminus la gare de Wellington.
Les rames circulent sous le nom commercial de Tranz Metro.

## Réseau

Diagramme du reseau

Le réseau compte cinq lignes :
| Ligne                                         | Abr.Abréviation | Couleur | Relie Wellington à | Longueur (km) | DuréeDurée du trajet (approx; min) | Tracé |
| --------------------------------------------- | --------------- | ------- | ------------------ | ------------- | ---------------------------------- | ----- |
| Johnsonville Branch (Branche de Johnsonville) | JVL             |         | Johnsonville       | 10,5          | 21                                 |       |
| Kāpiti Line (Ligne Kapiti)                    | KPL             |         | Waikanae           | 55,4          | 60                                 |       |
| Hutt Valley Line (Ligne de la Hutt Valley)    | HVL             |         | Upper Hutt         | 32,4          | 45                                 |       |
| Melling Line (Branche de Melling)             | MEL             |         | Melling            | 13,5          | 19                                 |       |
| Wairarapa Connection (Branche de Wairarapa)   | WRL             |         | Masterton          | 91            | 100                                |       |